# To Børn paa Landevejen
To Børn paa Landevejen er en stumfilm fra 1906 instrueret af Viggo Larsen.